# بيرت غاردينر
بيرت غاردينر هو لاعب هوكي الجليد كندي، ولد في 25 مارس 1913 في ساسكاتون في كندا، وتوفي في 28 أغسطس 2001.

## وصلات خارجية
- بيرت غاردينر على موقع دوري الهوكي الوطني (الإنجليزية)
- بيرت غاردينر على موقع قاعة مشاهير الهوكي (لاعب أن.إتش.أل) (الإنجليزية)
- بيرت غاردينر على موقع EliteProspects.com (الإنجليزية)
- بيرت غاردينر على موقع HockeyDB.com (الإنجليزية)
- بيرت غاردينر على موقع Hockey-Reference.com (الإنجليزية)